# La Laguna, Temascaltepec
La Laguna är en ort i kommunen Temascaltepec i delstaten Mexiko i Mexiko. Samhället hade 211 invånare vid folkräkningen 2020.